# Zjenikh
Zjenikh (russisk: Жених) er en russisk spillefilm fra 2016 af Aleksandr Nezlobin.

## Medvirkende
- Sergej Svetlakov - Tolya
- Olga Kartunkova - Ljuba
- Sergej Burunov - Jerofejev
- Georgij Dronov - Ljapitjev
- Aleksandr Demidov - Pokutjajev